# Alliopsis kurahashii
Alliopsis kurahashii este o specie de muște din genul Alliopsis, familia Anthomyiidae. A fost descrisă pentru prima dată de Masayoshi Suwa în anul 1977. Conform Catalogue of Life specia Alliopsis kurahashii nu are subspecii cunoscute.